# Sofortrettung
Der Begriff Sofortrettung beschreibt die schnelle Rettung eines Patienten aus Lebensgefahr. Früher existierte hierzu auch die Bezeichnung Crashrettung (vom Englischen: Crash Rescue oder Crash Recovery System), deren direkte Übersetzung im Deutschen Sprachgebrauch allerdings zu falschen Annahmen führen kann. Die Notwendigkeit für eine Sofortrettung kann von der Umwelt ausgehen, wie Explosions- oder Einsturzgefahr, oder vom Organismus des Betroffenen selbst.
Für eine schonende Rettung, bei der möglichst keine weiteren Verletzungen entstehen sollen, die dafür aber teilweise langwieriger ausfallen kann, bleibt dann keine Zeit. Der Patient muss so schnell wie möglich aus dieser Gefahrensituation gerettet werden, um sein Leben zu erhalten. Dabei wird auf eine umfassende Diagnostik verzichtet und mögliche zusätzliche Schädigungen unter Beachtung des Verhältnismäßigkeitsgrundsatzes in Kauf genommen. Hier liegt die Priorität eindeutig beim Lebenserhalt. Die Indikationsstellung einer Sofortrettung erfolgt in aller Regel durch einen Notarzt vor Ort. Trotzdem ist auch die Sofortrettung mit zur patientengerechten Rettung zu zählen, da die Wahl dieser Rettungsmethode auf Grund des Patientenzustandes gefällt wird.

## Indikationen
Beispiele für die Indikation einer Sofortrettung:
- Einklemmung nach Verkehrsunfall mit akut vital bedrohlichen Verletzungen (starke Blutungen) oder Ausfall der Vitalfunktionen (Herzstillstand, Atemstillstand oder Bewusstlosigkeit), die im Fahrzeug nicht behandelt werden können,
- akute Einsturzgefahr eines Gebäudes oder Absturzgefahr eines PKW,
- Brand, der nicht zeitnah gelöscht werden kann und den Patienten und das Rettungsdienstpersonal bedroht.